# Guy Joron
Pour les articles homonymes, voir Joron.

Joseph Guy Conrad Émile Joron, né le 2 juin 1940 à Montréal et mort le 28 décembre 2017,, est courtier en valeurs mobilières, député à l'Assemblée nationale et ministre du gouvernement du Québec. Élu député péquiste en 1970, il avait été l'un des sept premiers représentants du Parti québécois. Défait en 1973, il fut réélu en 1976 et fut Ministre de l'Énergie du 2 février 1977 au 21 septembre 1980 et Ministre des Consommateurs, Coopératives et Institutions financières du 21 septembre 1979 au 6 novembre 1980. Après sa démission de son poste de ministre, il resta comme député jusqu'au 26 février 1981 et ne se représentera pas aux élections. Il fut par la suite président de la place des Arts de 1982 à 1988.

## Biographie

### Éducation
Fils de Blanche Moreau et Conrad Joron, il fait ses études au Collège de Saint-Laurent, au Collège Loyola et à l'Université de Montréal où il obtient en 1964 son baccalauréat en sciences politiques. Il est secrétaire de l'Association des diplômés de l'Université de Montréal en 1967 et 1968.

### Début de carrière
Reçu courtier en valeurs mobilières et membre de la Bourse de Montréal, il cofonde en 1965 une firme de conseils financiers où il œuvre pendant cinq ans, comme conseiller financier et analyste financier, avant de se lancer en politique sous la bannière du Parti québécois.

### Carrière politique
De 1970 à 1973, il est député de Gouin et compte parmi les sept premiers élus du Parti québécois dont il est critique financier.
En 1976, il est de retour à l'Assemblée nationale comme député de la circonscription des Mille-Îles. Le 26 novembre, le premier ministre René Lévesque forme son gouvernement. Il nomme Guy Joron ministre délégué à l'Énergie.
En juin 1978, Guy Joron fait adopter par le gouvernement la première politique énergétique du Québec, qualifiée de visionnaire en raison de l'instauration d'un moratoire sur l'énergie nucléaire, du développement d'un réseau de gaz naturel, d'un programme d'économie d'énergie et de la création de la première société d'État chargée de développer les énergies nouvelles et renouvelables,.
Les grands objectifs de cette politique, Assurer l'Avenir, sont l'accroissement de l'autonomie énergétique du Québec, le développement de l'économie et de l'emploi, l'implication des Québécois dans la mise en place de la dimension énergétique aux côtés d'autres aspects socio-économiques.
Le 21 septembre 1979, il devient ministre des Consommateurs, Coopératives et Institutions financières et préside en février 1980 le Sommet économique sur la Coopération, Bâtir ensemble. Pour la première fois dans l'histoire du mouvement coopératif québécois, les représentants de tous les secteurs de la coopération sont réunis autour d'une même table. Ces assises ont permis un dialogue en profondeur entre l'État et le mouvement coopératif .
Le 6 novembre 1980, il démissionne du cabinet des ministres puis, le 26 février 1981, de son poste de député.
L'Assemblée nationale réalise des entrevues enregistrées avec d'anciens parlementaires, Mémoires de députés, afin de conserver dans la mémoire collective l'engagement et l'héritage de ces femmes et hommes. Deux émissions de trente minutes ont été réalisées avec M. Joron. Il y parle de son entrée en politique, de son travail comme député et ministre, notamment de l'adoption de la  politique énergétique,.

### Autres postes en gouvernance
M. Joron fut membre du conseil d'administration d'Hydro-Québec de 1981 à 1987 et président de la Place des Arts de 1982 à 1988.

## Héritage politique

### L'énergie au Québec: livre blanc sur la politique énergétique québécoise
En décembre 1977, sous la houle du nouveau ministre délégué à l'Énergie Guy Joron, est publié un livre blanc, en trois volumes, qui brosse un portrait du secteur énergétique. Il est destiné à rendre accessible la meilleure information possible aux acteurs du secteur de l'énergie et de la population en général afin de susciter leur participation à la consultation qui sera menée en Commission parlementaire avant la rédaction de la future politique québécoise de l'énergie, en 1978.

#### L'énergie au Québec: L'évolution au cours des trente dernières années (volume 1)
Ce premier volume traite de l'évolution du secteur énergétique depuis la dernière guerre mondiale jusqu'au milieu des années 70, évolution qui explique, pour une bonne part, les modifications qu'a connues la société québécoise et les caractéristiques du mode de vie d'alors. On se limite ici à une stricte analyse de l'évolution du secteur énergétique, sans aborder les incidences de cette évolution sur la structure du développement québécois. Cette analyse uniquement ''énergétique'' commence avec la période où le Québec est entré dans l'ère caractérisée par la consommation massive d'hydrocarbures.  Pour le Québec, cet après-guerre est également marqué par la naissance d'Hydro-Québec qui est venue sensiblement modifier la situation du secteur de l'électricité. L'analyse suit un plan essentiellement chronologique.

#### L'énergie au Québec: Les traits significatifs (volume 2)
Ce deuxième volume dégage les traits significatifs du secteur énergétique, connaissance essentielle pour identifier les problèmes actuels et prévisibles qui rendront éventuellement nécessaire une intervention gouvernementale. Ces traits significatifs ont été regroupés en deux catégories, selon qu'il s'agissait de caractéristiques globales ou sectorielles. Certaines données d'ordre géographique, institutionnel ou économique affectent l'ensemble de la situation énergétique, et doivent être abordées globalement. Par contre, d'autres traits significatifs peuvent être identifiés sectoriellement ; ils sont spécifiques à certains secteurs d'activité, et ne vont en principe caractériser que la situation des secteurs. Ils ont été regroupés selon la forme d'énergie concernée, c'est-à-dire qu'ils s'appliquaient au pétrole, au gaz naturel, à l'électricité ou au charbon. Malgré ses limites, cette distinction entre traits significatifs globaux et sectoriels a quand même été retenue; elle permet une description simplifiée d'une réalité particulièrement complexe et diffuse.

#### L'énergie au Québec: Les problèmes (volume 3)
Une fois l'évolution du secteur énergétique analysée et ses traits significatifs dégagés, ce volume identifie les problèmes qui rendent nécessaire une éventuelle politique québécoise de l'énergie, soit :
1. L'arrière-plan aux divers problèmes :  la situation du Québec en matière d'énergie; la crise de l'énergie
2. Le coût de l'énergie pour l'économie québécoise : le coût des hydrocarbures; le coût des investissements dans le secteur de l'électricité
3. L'incertitude sur les approvisionnements et sur les prix pétroliers : les risques politiques de rupture des approvisionnements pétroliers; pénurie éventuelle de pétrole; incertitude sur les prix
4. L'inefficacité de l'utilisation de l'énergie : le niveau élevé de la consommation énergétique québécoise; le gaspillage de l'énergie
5. Les difficultés antérieures à la crise de l'énergie : la protection des consommateurs; les dommages causés à l'environnement

### Assurer l'avenir: la politique québécoise de l'énergie
En juin 1978, Guy Joron fait adopter par le gouvernement la première politique énergétique du Québec.
Les grands objectifs de cette politique sont les suivants :
1. Accroître l’autonomie énergétique du Québec
  - en encourageant l’utilisation efficace de l’énergie, par l’adoption de technologies appropriées dans tous les secteurs de consommation (résidentiel, commercial, industriel et transport)
  - en doublant d'ici 1990 (soit en 13 ans) la présence des sources d’énergie québécoises dans le bilan, par un ralentissement de façon très marquée de la croissance jusque-là très forte de la consommation de pétrole importé par une plus grande pénétration de l’électricité dans les secteurs résidentiel et industriel et par une plus grande utilisation du gaz naturel dans les activités industrielles
  - en renforçant la sécurité des approvisionnements en énergie importée, notamment par la conclusion de contrats d’approvisionnement gazier à long terme
2. Privilégier le développement simultané de l’économie et de l’emploi au Québec
  - en favorisant la forme d’énergie qui assure la plus grande utilisation possible de la main d’œuvre québécoise, l’hydroélectricité
  - et l’implantation de mesures d’économie d’énergie partout sur le territoire
3. Impliquer les québécois dans la mise en place de la politique énergétique
  - en prévoyant la tenue de commissions parlementaires périodiques et ouvertes au public comme celle qui avait précédé le dépôt de la Politique québécoise de l’énergie
  - en transformant la Régie de l’électricité et du gaz en Régie de l’énergie et en lui donnant une juridiction nouvelle sur l’application des règlements tarifaires d’Hydro-Québec  
  - en donnant à l’Office de protection du consommateur le mandat d’informer les utilisateurs de gaz de leurs droits et recours et de recevoir leurs plainte
4. Intégrer la dimension énergétique dans les grandes décisions socio-économiques des pouvoirs publics, incluant les sociétés d’État, les réseaux de la Santé et de l’Éducation, notamment comme exploitants d’immeubles, de flottes de véhicules
5. Créer le ministère de l’énergie chargé de la mise en œuvre de la Politique et de la coordination des activités de toute l’administration québécoise à cet égard.

## Écrits
En 1976, il publie un essai intitulé Salaire minimum annuel $1 million : ou, La course à la folie, une analyse de la société.

## Mécénat
Décédé à la fin de 2017, Guy Joron lègue à titre posthume une somme de 15 millions de dollars à l'Université de Montréal où il avait effectué ses études,. Il s'agit du don le plus important de l'histoire des universités francophones au Québec. D'après son conjoint, Guy Joron espérait ainsi encourager le mécénat des francophones envers les institutions d'enseignement et ainsi favoriser l'éducation de la relève en français. À la suite de ce legs, l'Université de Montréal renomme le pavillon principal de son campus de Laval en son honneur.